# Elphos hymenaria
Elphos hymenaria là một loài bướm đêm trong họ Geometridae.